# Захаров Андреян Дмитрович
Андрея́н (Адрія́н) Дмитрович Заха́ров (*8 (19) серпня 1761, Петербург — †27 серпня (8 вересня) 1811, там же) — російський архітектор, представник класицизму.

## Життєпис

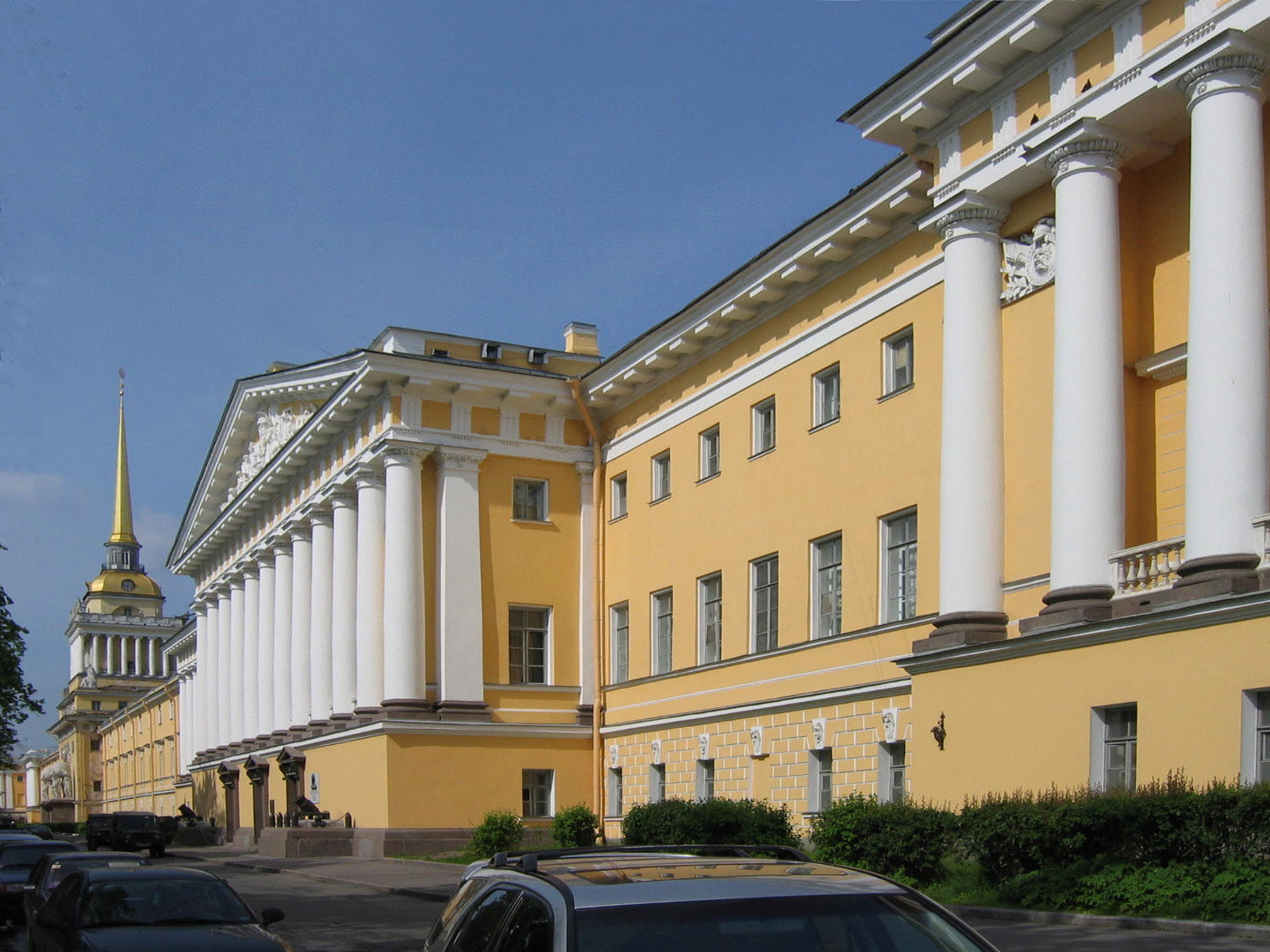
Адміралтейство у Санкт-Петербурзі

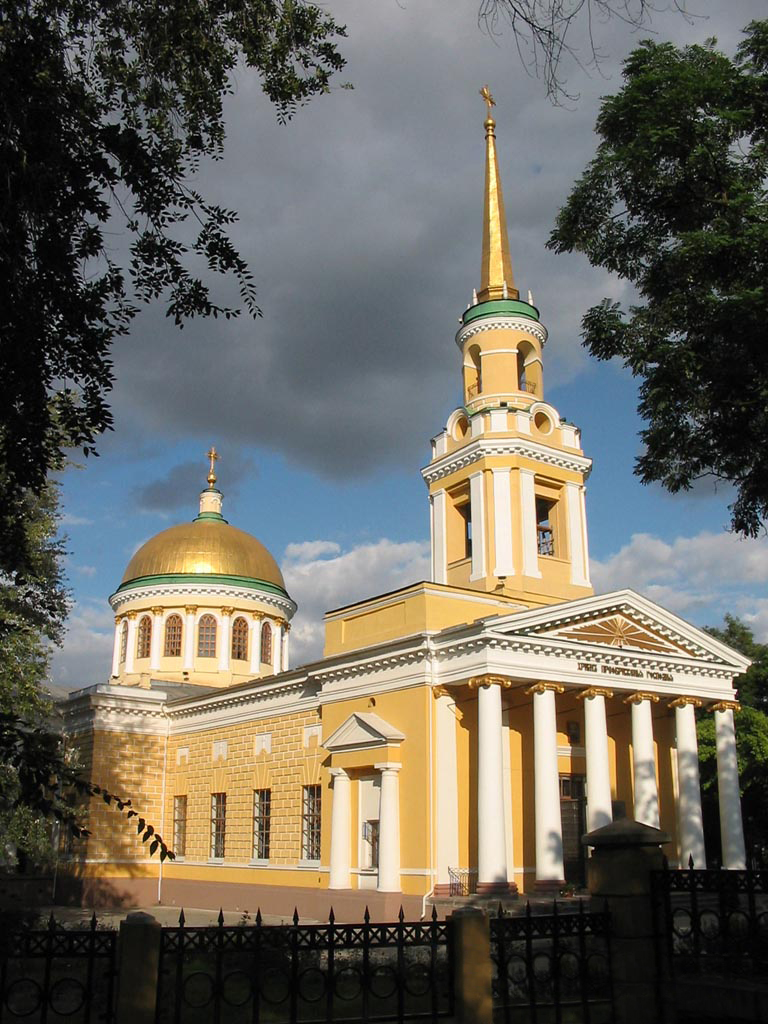
Спасо-Преображенський кафедральний собор (Дніпро), Україна.

Тараща, комплекс споруд державних установ, 1817 р.
збудований за проєктом Захарова.

У 1782 році закінчив Петербурзьку академію мистецтв, з 1782 по 1786 навчався у Франції, на доручення сенату складав типові проєкти різних міських споруд адміністративного і громадського призначення.
За його проєктом збудовано Чорноморський госпіталь у Херсоні (1803—1810), Преображенський собор у Дніпропетровську (1830—1835), будинок губернатора в Чернігові тощо.
Проєкти Захарова також використано при спорудженні ансамблю міського адміністративного центру міста Полтави — Круглої площі (1803—11).